# The Black Wall
The Black Wall è un cortometraggio muto del 1912. Il nome del regista non viene riportato nei crediti del film.

## Produzione
Il film fu prodotto dalla Vitagraph Company of America.

## Distribuzione
Distribuito dalla General Film Company, il film - un cortometraggio in una bobina - uscì nelle sale cinematografiche statunitensi il 18 marzo 1912. Nel Regno Unito, venne distribuito il 13 giugno 1912.